# Artaversala gilvafascia
Artaversala gilvafascia är en fjärilsart som beskrevs av Davis 1978. Artaversala gilvafascia ingår i släktet Artaversala och familjen dvärgmalar. Inga underarter finns listade i Catalogue of Life.